# Renaud Camus
Jean Renaud Gabriel Camus (n. 10 august 1946, Chamalières, Auvergne, Franța) este un scriitor și naționalist francez cunoscut pentru teoria marii înlocuiri, o teoria conspirativă conform căreia elitele globale complotează împotriva popoarelor albe din Europa și doresc înlocuirea acestora cu popoare noneuropene.
Convingerile lui Camus cu privire la „marea înlocuire” au fost traduse pe site-urile de extremă-dreapta și adoptate de către diverse grupuri pentru a-și consolida teoria genocidului alb.

## Viața și cariera

### Familie și educație (1946-1977)
Renaud Camus s-a născut  pe 10 august 1946 în Chamalières, Auvergne, într-un mediu rural conservator din centrul Franței. Născut într-o familie burgheză, fiul lui Léon Camus, un antrepenor, și al Catherinei Gourdiat, o avocată. Parinții săi l-au dezmoștenit în momentul în care au aflat că este homosexual. La vârsta de 21 de ani, participă la marșurile pro-LGBT din cadrul protestelor din mai 1968 din Paris.
Camus și-a luat bacalaureatul în filosofie în Clermont-Ferrand, Auvergne, în 1963. A studiat dreptul la colegiul St. Claire's Oxford (1965-1966), a obținut o licență în literatură la Universitatea Sorbona din Paris și a urmat un master în filosofie la Institut d'études politiques de Paris în 1970. A predat literatură franceză la Colegiul Hendrix în Conway, Arkansas între 1971-72 și apoi a fost redactor în științe politice pentru editurile Grolier între 1972-1976. De asemenea, a fost consilier în literatură la editura franceză Éditions Denoël din 1970 până în 1976.

### „Scriitor gay” influent (1978-1995)
După ce s-a stabilit în Paris în 1978, Camus a început să frecventeze cercurile unor artiști și scriitori precum Roland Barthes, Andy Warhol sau Gilbert & George. Cunoscut exclusiv ca poet și romancier până la finalul anilor '90, Camus a câștigat Premiul Fénéon în 1977 pentru romanul său Échange și Premiul Amic în 1996, decernat de Academia Franceză pentru elegiile și romanele precedente. Datorită acestei perioade din viața sa, revista americană The Nation l-a numit în 2019 o „personalitate gay” care „a devenit un ideolog al supremației albe”. Totuși, Camus a respins apelativul „scriitor gay” în 1982, în ciuda faptului că este homosexual.
Descris de către mass-media engleză drept un „aspru scriitor gay”, Camus a publicat în 1979 Tricks, o „cronică” formată din diverse descrieri ale unor întâlniri pe care le-a avut autorul cu alți homosexuali în Franța și în alte zone; prefața lucrării este redactată de filosoful Roland Barthes. Aceasta rămâne cea mai tradusă lucrare a sa. Tricks și Buena Vista Park, publicată în 1980, au fost considerate influente în comunitatea LGBT la momentul publicării lor. De asemenea, Camus a lucrat în calitate de jurnalist pentru revista franceză gay Gai Pied.
Camus a fost embru al Partidului Socialist în perioada anilor '70 și '80, și a votat pentru François Mitterrand în 1981, câștigător al alegerilor prezidențiale din Franța. Trezeci și unu de ani mai târziu, în timp campaniei prezidențiale din 2012, acesta a respins partidul declarând următoarele: „Partidul Socialist a publicat un program politic intitulat Pour changer de civilisation. Noi suntem printre cei care refuzăm schimbarea civilizației”.
În 1992, la vârsta de 46 de ani, folosind banii câștigați din vânzarea apartamentului său din Paris, Camus a cumpărat și restaurat un castel de secol XIV din Plieux, un sat din Occitania. Câțiva ani mai târziu, a avut epifania care a condus la conceptul de „mare înlocuire”. Deoarece a primit fonduri guvernamentale pentru restaurarea castelului - inclusiv pentru reconstruirea unui turn de 10 etaje îndepărtat în secolul XVII - Camus este nevoit să-l deschidă publicului în fiecare an.

## „Marea Înlocuire”

### Dezvoltare (1996-2011)
Camus a declarat că a început să-și formuleze teoria în 1996 în timp ce edita un ghid despre departamentul Hérault. Acesta precizează că „dintr-o dată am conștientizat că în sate foarte vechi[...] populația s-a schimbat integral[...] atunci am început să scriu așa ceva”.
Camus a votat pentru candidatul ecologist Noël Mamère în campania prezidențială din 2002. În același an, și-a înființat propriul partid politic racialist, Parti de l’In-nocence, partid lansat public aiba în campania prezidențială din 2012.
Acesta a declarat că un element-cheie în înțelegerea conceptului de „mare înlocuire” poate fi găsit în lucrarea despre estetică publicată în 2002 sub titlul Du Sens. Inspirat de către un dialog diintre Platon și Cratylos, acesta a scris că termenii „Franța” și „francez” echivalează o realitate naturală și fizică, nu una legală. Construcția este similară cu distincția realizată de Charles Maurras între „țară legală” și „țară reală”.
Începând cu publicarea lucrărilor L'Abécédaire de l'in-nocence (2010) și Le Grand Remplacement (2011), Camus a atras atenția asupra pericolului „marii înlocuiri”. Teoria conspirativă susține că „elitele înlocuitoare” complotează împotriva francezilor albi și europenilor; aceștia își doresc înlocuirea lor cu popoare noneuropene - cu precădere populații musulmane din Africa și Orientul Mijlociu - prin imigrație în masă, creștere demografică și decimare prin scăderea natalității europenilor. Procesul are denumirea de „genocid prin substituție”. Pentru a-și răspândi teoria, Camus a participat la două conferințe organizate de Blocul Identitar în decembrie 2010 și martie 2011.
În momentul de față, nu există o traducere în limba engleză a lucrării Le Grand Remplacement.

### Activism politic (2012-prezent)
În 2002, Camus a înființat l'In-nocence, partid politic care militează pentru reimigrare, i.e. trimiterea tuturor imigranților și a famililor acestora înapoi în țara de origine și o întrerupere integrală a imigrației în Franța.
Acesta a candidat la alegerile prezidențiale din Franța în 2012, cu un program politic care cuprindea de la „propuneri serioase, precum repatrierea criminalilor străini” la teme neobișnuite pentru politica franceză ca „dreptul la tăcere, abolirea fermelor de aerogeneratoare, interzicerea panourilor publicitare în zona drumurilor publice, transformarea în sanctuare a locurilor virgine, încetarea producției de mașini care pot depăși limita de viteză și recunoașterea Israelului, Palestinei și Lebanonului Mare ca pământ creștin în Orientul Mijlociu”. Nu a reușit să obțină suficientă susținere pentru a putea candida și s-a descris într-un final să o susțină pe Marine Le Pen.
În 2017, eseistul francez Alain Finkielkraut a creat o dispută după ce l-a invitat pe Camus la o dezbatere pe ideea de „mare înlocuire” în cadrul talk show-ului Répliques la radioul public Cultura Franceză. Finkielkraut și-a justificat alegerea, susținând că Camus nu este atât de cunoscut, dar susține o opinie pe care o auzim peste tot.
Pe 9 noiembrie 2018, Camus a înființat alături de Karim Ouchikh Consiliul Național de Rezistență Europeană. Mișcarea paneuropeană - printre care găsim membri precum Jean-Yves Le Gallou, Bernard Lugan, Václav Klaus, Filip Dewinter sau Janice Atkinson - se opune „marii înlocuiri”, imigrației în Europa și încearcă să înfrângă „totalitarismul înlocuirii”.
În decembrie 2017, a declarat: „Campania prezidențială care a avut loc [în 2017] a reprezentat ultima șansă pentru o soluție politică. Nu cred într-o soluție politică [...] deoarece în 2022, de această dată, ocupanții, invadatorii [i.e., imigranții], vor fi cei care vor vota, cei care vor fi stăpânii algerilor, deci în orice caz soluția nu mai este politică”.
După ce în timpul protestelor supremațiste din cadrul manifestației Unite the Right din 2017 din Charlottesville, Virginia s-au auzit slogane precum „You will not replace us” (în română Nu ne veți înlocui) și „Jews will not replace us” (în română Evreii nu ne vor înlocui), Camus a declarat că nu susține naziștii sau violența, însă înțelege de ce americanii de origine europeană reacționează astfel în fața înlocuirii și este de acord cu acest sentiment. În noiembrie, 2018, acesta a publicat o carte redactată în limba engleză sub titlul You Will Not Replace Us.
În mai 2019, Camus a candidat, alături de Karim Ouchikh, în cadrul alegerilor parlamentare pentru Parlamentul European: „Nu vor abandona Europa, vom obliga Africa s-o abandoneze”. În timpul campaniei, o fotografie cu un susținător al său care îngenunchea în fața unei svastice desenate pe plajă a apărut pe rețelele mass-media din mediul online. Camus a decis să se retragă, susținând că svastica „se împotrivește tuturor lucrurilor pentru care a luptat întreaga viață”. Acesta continuă să susțină teoria „marii înlocuiri” pe contul său de Twitter, unde este foarte activ și are peste 30.000 de urmăritori.

### Drepturile LGBT
Renaud Camus este homosexual declarat și susține drepturile comunității LGBT, în mod special parteneriatul civil între persoanele de același sex. El a afirmat de mai multe ori faptul că opoziția față de homosexualitate și față de drepturile persoanelor din comunitatea LGBT este cea mai mare problemă a islamului conservator ce justifică pe deplin atitudinile islamofobe din Occident. De asemenea, a criticat partidele de stângă din Europa pe motiv că au de multe ori ca prioritate lupta împotriva rasismului și a islamofobiei, dar nu țin cont de homofobia fățișă a comunității musulmane.

## Lucrări

### Romane
- Passage. Flammarion (1975) ISBN 978-2080607829
- Échange. Flammarion (1976) ISBN 978-2080608925
- Roman roi. P.O.L. (1983) ISBN 978-2867440052
- Roman furieux (Roman roi II). P.O.L. (1987) ISBN 978-2867440762
- Voyageur en automne. P.O.L. (1992) ISBN 978-2867443022
- Le Chasseur de lumières. P.O.L. (1993) ISBN 978-2867443725
- L'épuisant désir de ces choses. P.O.L. (1995) ISBN 978-2867444494
- L'Inauguration de la salle des Vents. Fayard (2003) ISBN 978-2213616643
- Loin. P.O.L. (2009) ISBN 978-2846823524

### Cronici
- Journal d'un voyage en France. Hachette (1981) ISBN 978-2010067815
- Tricks. P.O.L. (1979) ISBN 978-2818001387
- transl. Tricks: 25 encounters. Serpent's Tail (1995) ISBN 978-1852424145
- Buena Vista Park. Hachette (1980) ISBN 978-2010073052
- Incomparable, with Farid Tali. P.O.L. (1999) ISBN 978-2867447044
- Retour à Canossa. Journal 1999. Fayard (2002) ISBN 978-2213614342

### Scrieri politice
- Du sens. P.O.L. (2002) ISBN 978-2867448812
- Le communisme du XXIe siècle. Xenia (2007) ISBN 978-2888920342
- La Grande Déculturation. Fayard (2008) ISBN 979-1091681384
- De l'In-nocence. Abécédaire. David Reinharc (2010) ISBN 978-2-35869-015-7
- Décivilisation. Fayard (2011) ISBN 2-2136-6638-5
- Le Grand Remplacement. David Reinharc (2011) ISBN 978-2-35869-031-7
- L'Homme remplaçable. Self-published (2012) ISBN 979-10-91681-00-1
- Le Changement de peuple. Self-published (2013) ISBN 979-10-91681-06-3
- Les Inhéritiers. Self-published (2013) ISBN 979-10-91681-04-9
- You Will Not Replace Us! Self-published (2018) ISBN 979-1091681575
- Lettre aux Européens : entée de cent une propositions (with Karim Ouchikh). Self-published (2019)